# Alismataceae
Las alismatáceas (nombre científico Alismataceae Vent.) son una familia de plantas monocotiledóneas del orden Alismatales. Es utilizada por sistemas de clasificación modernos como el sistema de clasificación APG III (2009) y el APWeb (2001 en adelante). Su circunscripción ha cambiado en los últimos años, el antiguo APG II en el 2003 la definió de forma estricta, ahora tanto el APG III como el APWeb la definen en forma amplia ("Alismataceae sensu lato") incluyendo los géneros antes comprendidos en Limnocharitaceae, para que la familia se mantenga monofilética. 
Como aquí definida comprende 15 géneros ampliamente distribuidos, especialmente en áreas templadas del Hemisferio Norte. Son hierbas perennes, palustres o acuáticas, laticíferas. Poseen hojas flotantes o aéreas, pecioladas con una vena media prominente, pero las especies son muchas veces dificultosas de determinar porque hay mucha variación en la morfología de la hoja, que tiene que ver con parámetros ambientales como la profundidad del agua, su composición química y su caudal, incluso suelen aparecer muchas morfologías de hoja dentro de una misma planta (por ejemplo, las hojas sumergidas son usualmente lineales, mientras que las flotantes o emergentes son pecioladas). Las flores son de monocotiledóneas, con sépalos y pétalos, los pétalos abigarrados en el pimpollo. Cuando los sexos están separados, las flores femeninas tienen 6 o más carpelos, libres o soldados en la base, y las flores masculinas tienen muchas anteras extrorsas. Muchas veces las inflorescencias están constituidas por verticilos bracteados de flores. En las semillas se observa claramente que el embrión está fuertemente curvado.

## Descripción
Introducción teórica en Terminología descriptiva de las plantas
Hierbas perennes (raramente anuales), rizomatosas, acuáticas (entonces flotantes o emergentes) o de marismas, con laticíferos, el látex blanco. Tejidos más o menos aerenquimatosos. El tallo es un cormo o rizoma, el último a veces portando tubérculos.
Usualmente sin pelos.
Hojas alternas, espirales o dísticas, usualmente más o menos basales, simples, de margen entero, usualmente pecioladas (raramente sésiles), usualmente con una lámina bien desarrollada, con venación paralela, o a veces palmada según Judd 2007 (reticulada según Simpson 2005), envainadoras en la base. A veces polimórficas, con las sumergidas más angostas, y las flotantes o emergentes más amplias, lineales a ovadas a triangulares sagitadas o hastadas. Sin estípulas. Pequeñas escamas presentes en el nodo dentro de la vaina de la hoja.
Las especies son muchas veces dificultosas de identificar debido a la extensiva variación en la morfología de la hoja, que se correlaciona con parámetros ambientales como la intensidad de la luz, la profundidad del agua, la química del agua, y el caudal (Adams y Godfrey 1961). Las hojas sumergidas son usualmente lineales, mientras que las flotantes o emergentes son pecioladas con lámina elíptica a ovada con una base aguda a sagitada. Muchas formas de hojas diferentes pueden aparecer en la misma planta.
Inflorescencias determinadas, pero muchas veces pareciendo indeterminadas, con ramas o flores muchas veces más o menos verticiladas, terminales, en el ápice de un escapo, siendo un racimo o una panícula (a veces como una umbela). Sin espata.
Flores bisexuales o unisexuales (plantas entonces monoicas), radiales, subsésiles a pediceladas, bracteadas, hipóginas, el receptáculo es chato o expandido y convexo.
El perianto en dos verticilos y diferenciado en cáliz y corola ("diclamídeo"), trímero, sin hipanto.
3 sépalos, separados, imbricados.
3 pétalos, separados, imbricados y arrugados, usualmente blancos o rosas, caducos.
Estambres usualmente 6, 9, o numerosos (raramente 3), filamentos separados, libres de otras partes de la flor, en un verticilo o en dos verticilos (muchas veces en pares). Las anteras son longitudinales, de dehiscencia extrorsa o latrorsa.
Polen usualmente de 2 a poliporado.
Carpelos 3, 6, o numerosos, separados, ovario súpero, con placentación más o menos basal (raramente marginal). 1 estilo y 1 estigma diminuto, los dos terminales. Óvulos pocos a más comúnmente 1 por carpelo (raramente numerosos), anátropos, bitégmicos.
Nectarios en la base de los carpelos, estambres, o piezas del perianto.
El fruto es un agregado de aquenios (o folículos que se abren basalmente).
Semillas sin albúmina. Embrión fuertemente curvado, sin endosperma.
Ver Haynes et al. (1998) para más información de la familia.

## Ecología
Ampliamente distribuidas, especialmente en regiones templadas del Hemisferio Norte.
Plantas de marismas de agua dulce, pantanos, lagos, ríos y corrientes de agua.
Las vistosas flores de Alismatacae son polinizadas por varios insectos colectores de polen (muchas veces abejas y moscas).
En Alisma y Echinodorus las flores son bisexuales, mientras que usualmente son unisexuales en Sagittaria.
Los aquenios son muchas veces dispersados por agua, flotan debido a la presencia de tejido esponjoso y son resinosos en la superficie exterior. También son comidos y así dispersados por aves acuáticas.

## Filogenia
Alismataceae se define en sentido amplio (incluyendo Limnocharitaceae, ver Pichon 1946, Thorne 1992) y se considera monofilética sobre la base de caracteres morfológicos y de ADN (Dahlgren et al. 1985, Les y Haynes 1995, Soros y Les 2002). Los géneros con aquenios y solo un óvulo basal por carpelo (por ejemplo Alisma, Sagittaria, y Echinodorus) pueden formar un subgrupo monofilético (Chase et al. 1993, 1995b).
Alismataceae (y Butomaceae) fueron alguna vez consideradas monocotiledóneas primitivas (Cronquist 1981, Hutchinson 1973), debido a sus estambres separados y numerosos y sus carpelos, en flores que son superficialmente como las de Ranunculaceae. Sin embargo, los estudios del desarrollo y anatómicos han indicado que estos numerosos estambres son en realidad un aumento secundario.

## Taxonomía
La familia fue reconocida por el APG III (2009), el Linear APG III (2009) le asignó el número de familia 32. La familia ya había sido reconocida por el APG II (2003).
Sinónimos (según el APWeb): Damasoniaceae Nakai, Limnocharitaceae Cronquist
15 géneros, 100 especies. Los géneros más representados son Echinodorus (45 especies), y Sagittaria (35 especies). La lista de géneros, a enero de 2009:
- Alisma L., Sp. Pl.: 342 (1753).
- Astonia S.W.L.Jacobs, Telopea 7: 140 (1997).
- Baldellia Parl., Nuov. Gen. Sp. Monocot.: 57 (1854).
- Burnatia Micheli in A.L.P.P.de Candolle & A.C.P.de Candolle, Monogr. Phan. 3: 81 (1881).
- Caldesia Parl., Fl. Ital. 3: 598 (1860).
- Damasonium Mill., Gard. Dict. Abr. ed. 4 (1754).
- Echinodorus Rich., Mém. Mus. Hist. Nat. 1: 365 (1815).
- Limnophyton Miq., Fl. Ned. Ind. 3: 242 (1856).
- Luronium Raf., Autik. Bot.: 63 (1840).
- Ranalisma Stapf, Hooker's Icon. Pl. 27: t. 2652 (1900).
- Sagittaria Rupp. ex L., Sp. Pl.: 993 (1753).
- Wiesneria Micheli in A.L.P.P.de Candolle & A.C.P.de Candolle, Monogr. Phan. 3: 82 (1881).

Géneros de Limnocharitaceae, incluidos en Alismataceae sensu lato por el APWeb:
- Butomopsis Kunth, Enum. Pl. 3: 164 (1841).
- Hydrocleys Rich., Mém. Mus. Hist. Nat. 1: 368 (1815). (nota: Hydrocleis es sinónimo)
- Limnocharis Humb. & Bonpl., Pl. Aequinoct. 1: 116 (1808).

## Importancia económica
Sagittaria, Alisma, Echinodorus e Hydrocleys proveen ornamentales de estanques y acuarios.
Los rizomas de Sagittaria son comestibles.
Algunos taxones de esta familia son utilizados como alimento por pueblos indígenas.